# Шалинци
Шалинци (словен. Šalinci) су насељено место у општини Љутомер, Помурска регија, Словенија.

## Историја
До територијалне реорганизације у Словенији били су у саставу старе општине Љутомер.

## Становништво
У попису становништва из 2011. године, Шалинци су имали 187 становника.
| Број становника према пописима | Број становника према пописима | Број становника према пописима |
| ------------------------------ | ------------------------------ | ------------------------------ |
| 1991                           | 2002                           | 2011                           |
| 182                            | 175                            | 187                            |